# Anton Leipold

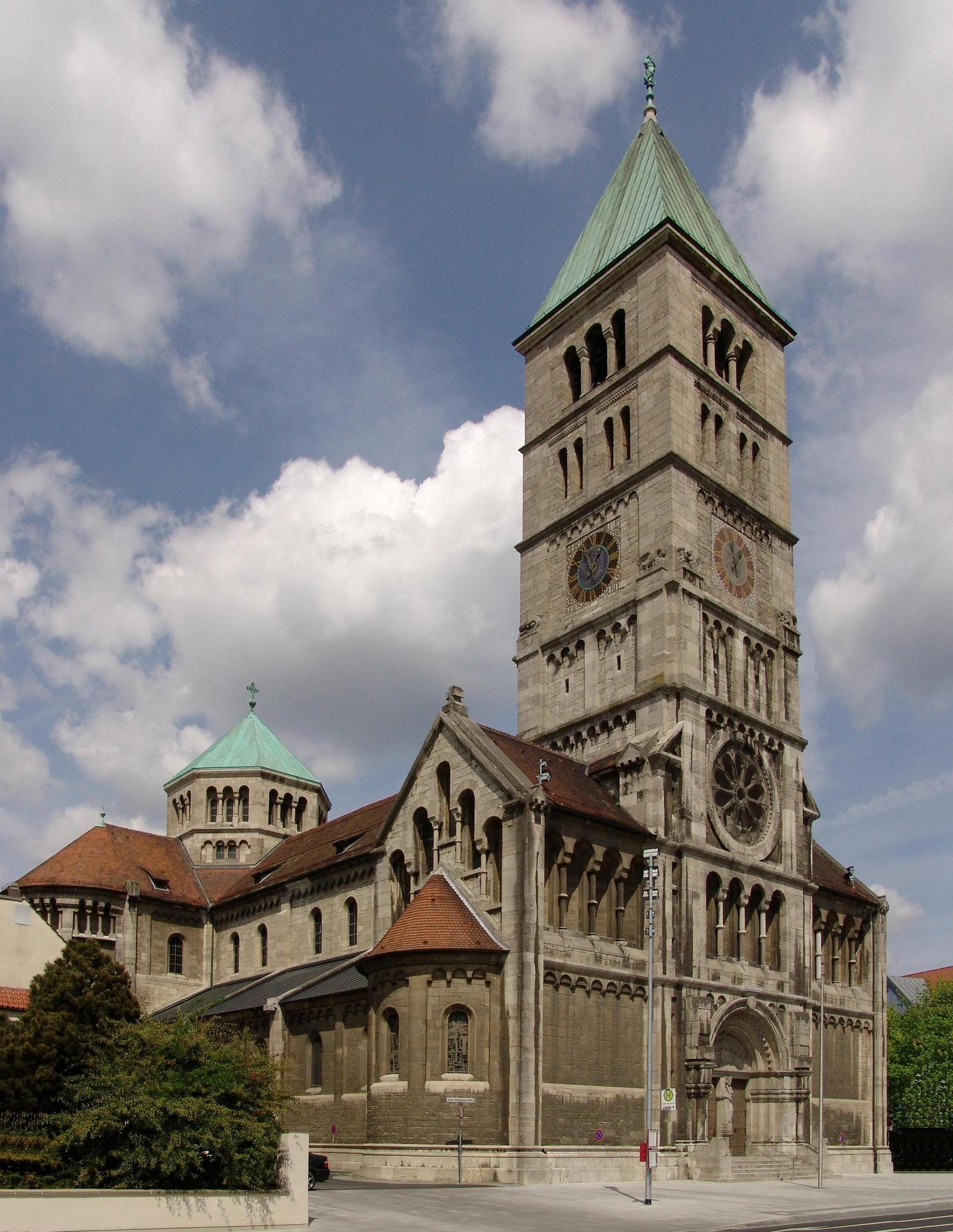
Heilig-Geist-Kirche in Schweinfurt

Anton Leipold (* 13. Juni 1870 in Würzburg; † 16. November 1939 in Wiesbaden) war ein deutscher Architekt, der um die Wende vom 19. zum 20. Jahrhundert in Franken tätig war. Er war 1906 in Würzburg ansässig und wird in einer Quelle auch als Bildhauer bezeichnet
1898 bis 1902 wurde die neoromanische Heilig-Geist-Kirche in Schweinfurt nach Leipolds Entwurf errichtet. 1902 war er anscheinend in Nürnberg tätig, möglicherweise handelt es sich dabei aber um eine Verwechslung mit einem Bildhauer Albert Leipold, der zu dieser Zeit an der Restaurierung bzw. Rekonstruktion des Schönen Brunnens mitwirkte. Spätestens 1906 war er mit der Bebauung des ehemals Gablerschen Terrains zwischen der Siligmüller- und der Seelbergstraße in Würzburg beschäftigt.